# Farol da Ponta Nhô Martinho
Farol da Ponta Nhô Martinho (dt.: „Leuchtturm am Kap Nhô Martinho“) ist ein Leuchtturm am südlichsten Kap des atlantischen Inselstaates Kap Verde, der Ponta Nhô Martinho im Südosten der Insel Brava.
Der Leuchtturm wird von der Direcção Geral de Marinha e Portos („Generaldirektion für Meer und Häfen“, DGMP) verwaltet. Er liegt 4 km südlich von Cachaço und Nova Sintra und ist nur mit dem Schiff vom Hafen Tantum aus zu erreichen.

## Architektur
Der Turm ist quadratisch, 4 m hoch und weiß gestrichen. Er steht auf einer Höhe von 25 m über dem Meeresspiegel. Das Feuer hat eine Höhe von 29 m und leuchtet mit 4 Blitzen alle 20 s. Es hat eine Reichweite von 9 sm.
Identifikationen sind: Amateur Radio Lighthouse Society (ARLHS): CAP-... ; PT-2184 - United Kingdom Hydrographic Office (Admiralty): D2910 - National Geospatial-Intelligence Agency (NGA): 113-24240.